# Przygody Tomka Sawyera (anime)
Przygody Tomka Sawyera (jap. トム・ソーヤーの冒険 Tomu Sōyā no Bōken) – japoński serial anime wyprodukowany w 1980 roku przez Nippon Animation w reżyserii Hiroshiego Saitō. Serial należący do cyklu World Masterpiece Theater. Zrealizowany na podstawie powieści Marka Twaina o tej samej nazwie wydanej w 1876 roku.

## Fabuła
Serial anime opowiada o perypetiach małego urwisa – Tomka Sawyera, który mieszka w niewielkim mieście Saint Petersburg nad brzegami wielkiej rzeki Missisipi. Tomek przeżywa pierwszą miłość do ładnej Becky oraz przygody z niewiele starszym od siebie wagabundą Huckiem Finnem.

## Wersja polska
W Polsce serial był nadawany na kanale Nasza TV z angielskim dubbingiem i polskim lektorem.
Czołówka była opracowana w polskiej wersji językowej.

## Wersja japońska

### Dubbing japoński
- Masako Nozawa – Tom Sawyer
- Kazuyo Aoki – Huckleberry Finn
- Ichirō Nagai – profesor Dobbins
- Ikuo Nishikawa – Jim
- Kaoru Kurosu – Emmy
- Kaoru Ozawa – Mary
- Keiko Han – Becky Thatcher
- Minoru Yada – Silas
- Naoki Tatsuta – Billy
- Natsuko Kawaji – Sally
- Sumiko Shirakawa – Sid Sawyer
- Yoshiko Matsuo – Benny

### Piosenki
- Opening: "Dare yori mo Tooku e" w wykonaniu Maron Kusaka
- Ending: "Boku no Mississippi" w wykonaniu Maron Kusaka

## Lista odcinków
- Niech żyje przygoda!
- Pogrzeb Tomka Sawyera (ang. The Funeral)